# 1576 en littérature
| Années de la littérature : 1573 - 1574 - 1575 - 1576 - 1577 - 1578 - 1579    |
| Décennies de la littérature : 1540 - 1550 - 1560 - 1570 - 1580 - 1590 - 1600 |

Cet article présente les faits marquants de l'année 1576 en littérature.

## Événements
- 13 avril : l'acteur James Burbage loue un terrain à Shoreditch, près de Londres, et construit un bâtiment en bois, « The Theatre », première salle de théâtre publique en Angleterre[1].
- 20 décembre : le compositeur anglais Richard Farrant loue une maison à Londres pour y installer le premier Blackfriars Theatre[2].

## Parutions
- 12 août : Jacques Du Puys obtient un privilège du roi pour le traité de Jean Bodin Les Six Livres de la République[3].

- Le Contr'un ou Discours de la servitude volontaire d'Étienne de La Boétie, est publié intégralement en français par Simon  Goulart dans son ouvrage Mémoires de l'Estat de France sous Charles IX[4]. Ce texte analyse les rapports maître-esclave qui régissent le monde et reposent sur la peur, la complaisance, la flagornerie et l'humiliation de soi-même. La Boétie démonte les mécanismes de l'oppression, de l'exploitation et de la corruption.

- Ars adulandi (« L'Art de la flatterie »), recueil de dialogues satiriques de Ulpian Fulwell, imprimé à Londres par William Hoskins[5].

- Rémi Belleau, Amours et nouveaux échanges de pierres précieuses[6].

## Décès
- 19 janvier : Hans Sachs, poète allemand († 5 novembre 1494).